# Live at Dunk!Fest 2016
Live at Dunk!Fest 2016 è il terzo album dal vivo del gruppo musicale statunitense Pelican, pubblicato il 22 novembre 2016 dalla Dunk!Records.

## Descrizione
Contiene l'esibizione tenuta dal gruppo durante l'edizione 2016 del Dunk!Fest in Belgio. Inizialmente distribuito per il download gratuito, l'album è stato pubblicato anche sotto forma di doppio vinile il 29 novembre dello stesso anno.

## Tracce
1. Dead Between the Walls – 5:22
2. Deny the Absolute – 6:10
3. The Tundra – 5:12
4. Ephemeral – 5:47
5. The Creeper – 7:24
6. Vestiges – 6:48
7. Immutable Dusk – 7:18
8. Strung Up from the Sky – 5:56
9. Last Day of Winter – 8:02
10. Mammoth – 6:12

## Formazione
Gruppo
- Larry Herweg – batteria
- Bryan Herweg – basso
- Trevor Shelley-de Brauw – chitarra
- Dallas Thomas – chitarra

Produzione
- Janess Van Rossom – registrazione
- Dallas Thomas – missaggio, mastering digitale
- Collin Jordan – mastering vinile